# Publishers Weekly
Publishers Weekly — американский еженедельный новостной журнал, издающийся непрерывно с 1872 года.
Слоган журнала, выходящего 51 раз в год: «The International News Magazine of Book Publishing and Bookselling».

## История
Журнал был основан библиографом Фредериком Лейпольдтом в конце 1860-х годов и имел разные названия, пока он не остановился на названии The Publishers' Weekly (с апострофом) в 1872 году. Журнал представлял собой сборник информации о недавно опубликованных книгах, собранных от издателей и из других источников, для аудитории книготорговцев. В 1878 году Лейпольдт продал журнал своему другу — Ричарду Роджерсу Баукеру, чтобы заняться другими своими библиографическими начинаниями.
Гарри Терстон Пек, первый главный редактор журнала The Bookman, работавший в нём с 1895 по 1906 год, создал на страницах журнала первый в мире список бестселлеров. В 1912 году Publishers' Weekly начал публиковать свои собственные списки бестселлеров по образцу списков The Bookman. Этот список не разделялся до 1917 года на художественную и документальную литературу, когда Первая мировая война вызвала повышенный интерес читающей публики к документальной литературе.
На протяжении большей части XX века Publishers' Weekly руководил и развивал Фредерик Мельхер, который был редактором и соредактором журнала, а также председателем R. R. Bowker, на протяжении четырёх десятилетий. В 1943 году издательство Publishers' Weekly учредило Премию Кэри-Томаса (Carey-Thomas Award) за творческие достижения в издательском деле, назвав её в честь Мэтью Кэри и Исайи Томаса.
В последующие годы в названии издания исчез символ апострофа, она претерпела ряд изменений своих собственников, и с 2010 года её владельцем является Джордж Слоувик-младший (George W. Slowik Jr.) из компании PWxyz LLC. Руководит Publishers Weekly Кевин Браерман (Cevin Bryerman).